# Plagiosetum refractum
Plagiosetum refractum är en gräsart som först beskrevs av Ferdinand von Mueller, och fick sitt nu gällande namn av George Bentham. Plagiosetum refractum ingår i släktet Plagiosetum och familjen gräs. Inga underarter finns listade i Catalogue of Life.

## Bildgalleri

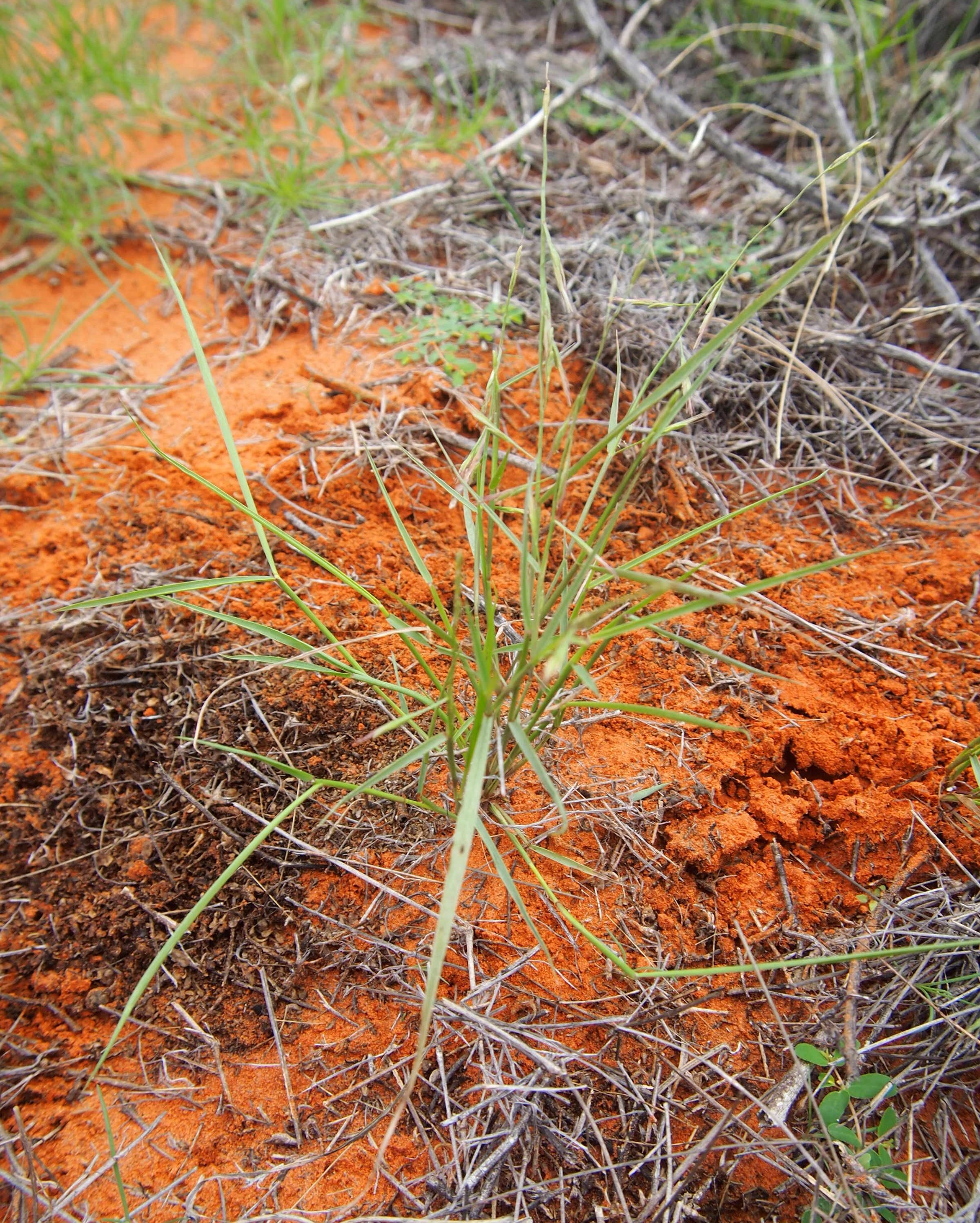